# Bird of Pray

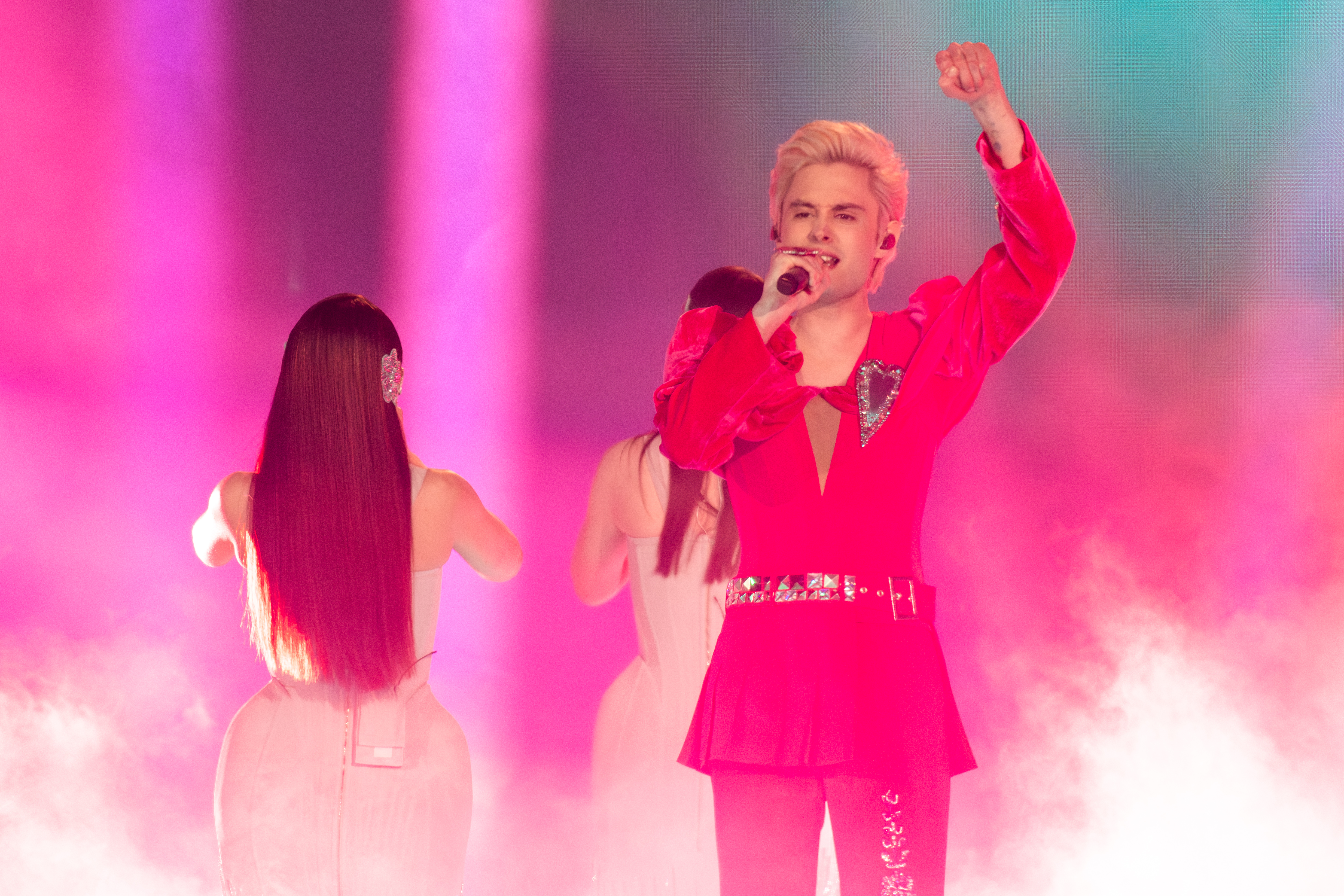
Låten framförd under den första semifinalen av Eurovision.

Bird of Pray är en låt framförd av den ukrainska musikgruppen Ziferblat. Låten, som är skriven Valentyn Leshchynskyi, Daniil Leshchynskyi och Fedir Khodakov, representerade Ukraina i Eurovision Song Contest 2025 i Basel i Schweiz där den slutade på nionde plats.